# خودبیمگی
خود بیمه‌گی، (به انگلیسی: Self Insurance) از روش‌های مدیریت ریسک است، که در آن موسسه‌ای که با تجمع و گردآوری سرمایه و منابع مالی خود، کار مقابله با عواقب ریسک‌های مالی یا جبران خسارت‌های خود را، به دوش می‌گیرد.